# Linderbach
Linderbach ist ein Ortsteil der Thüringer Landeshauptstadt Erfurt.

## Geografie
Linderbach liegt etwa vier Kilometer östlich der Erfurter Altstadt. Die Umgebung ist landwirtschaftliche Nutzfläche und nahezu waldfrei. Das Dorf liegt am Linderbach, einem Nebenfluss der Gramme, in den im Ort der Petersbach einmündet. Nachbarorte sind Erfurt im Westen, Azmannsdorf im Norden, Hochstedt und Mönchenholzhausen im Osten sowie Büßleben und Urbich im Süden.

## Geschichte
Linderbach ist jünger als die meisten Orte der Umgebung, es wurde erst 1104 erstmals urkundlich erwähnt. Im Güterverzeichnis des Erfurter Petersklosters hieß der Ort Linderbeche. 1343 wurde Linderbach von den Grafen von Gleichen mit der Grafschaft Vieselbach an die Stadt Erfurt verkauft. In der Folgezeit wurde es ein Küchendorf Erfurts. In Linderbach gab es auch ein Klostergut des Erfurter Martinsstifts. Im 15. Jahrhundert teilten die Stadträte die Besitzungen Erfurts in sieben Vogteien (vergleichbar mit heutigen Gemeinden) auf, wobei Linderbach der Vogtei Kerspleben zugeordnet wurde. 1706 kam es bei einer Verwaltungsreform zum Erfurter Amt Azmannsdorf. Im Rahmen der Säkularisation wurde Kurmainz, zu dem Erfurt gehörte, 1802 aufgelöst. Erfurt und die umliegenden Gegenden wurden preußisch. Allerdings wurde auf dem Wiener Kongress 1815 beschlossen, einige östlich von Erfurt gelegene Dörfer einschließlich Linderbach dem Großherzogtum Sachsen-Weimar-Eisenach (Amt Vieselbach) anzugliedern. Somit gehörte Linderbach von 1922 bis 1945 zum Landkreis Weimar, während Erfurt preußisch blieb. Die Staatsgrenze zwischen Weimar bzw. später Thüringen und Preußen verlief unmittelbar westlich von Linderbach, woran ein erhaltener Grenzstein an der Weimarischen Straße erinnert. 1952 kam das Dorf zum Kreis Erfurt-Land im Bezirk Erfurt. Mit der Gemeindefusion 1974 entstand Linderbach-Azmannsdorf. Diese Gemeinde bestand bis zur Eingemeindung nach Erfurt 1994.

### Einwohnerentwicklung
| Jahr      | 1843 | 1910 | 1939 | 1995 | 2000 | 2005 | 2010 | 2012 | 2016 | 2020 | 2021 |
| --------- | ---- | ---- | ---- | ---- | ---- | ---- | ---- | ---- | ---- | ---- | ---- |
| Einwohner | 161  | 250  | 485  | 570  | 801  | 793  | 781  | 833  | 875  | 932  | 946  |

- Der stetige Bevölkerungszuwachs der letzten Jahre ist vor allem auf den Neubau von Wohngebieten im Norden von Linderbach zurückzuführen.

## Wirtschaft und Verkehr

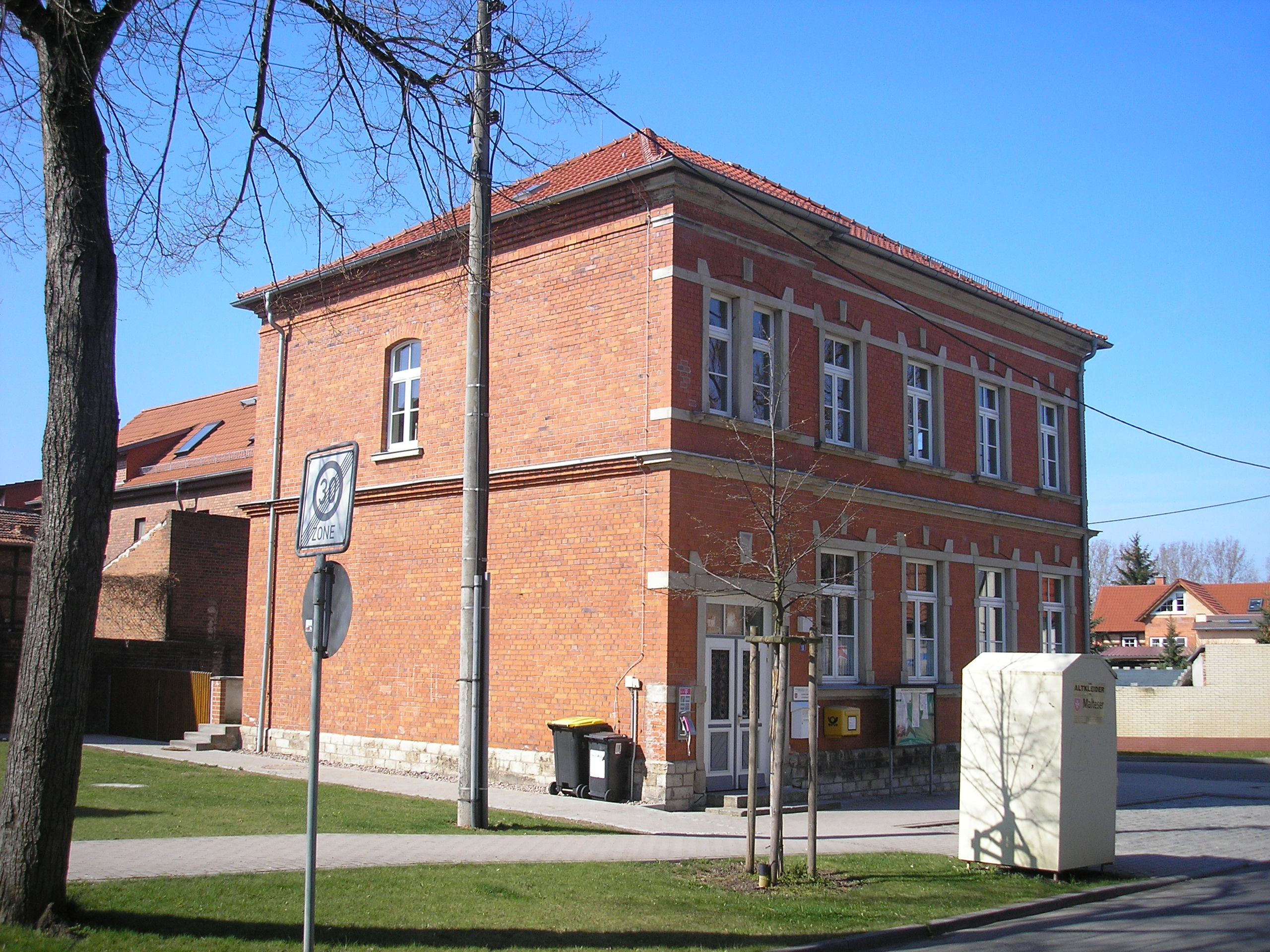
Ortsverwaltung

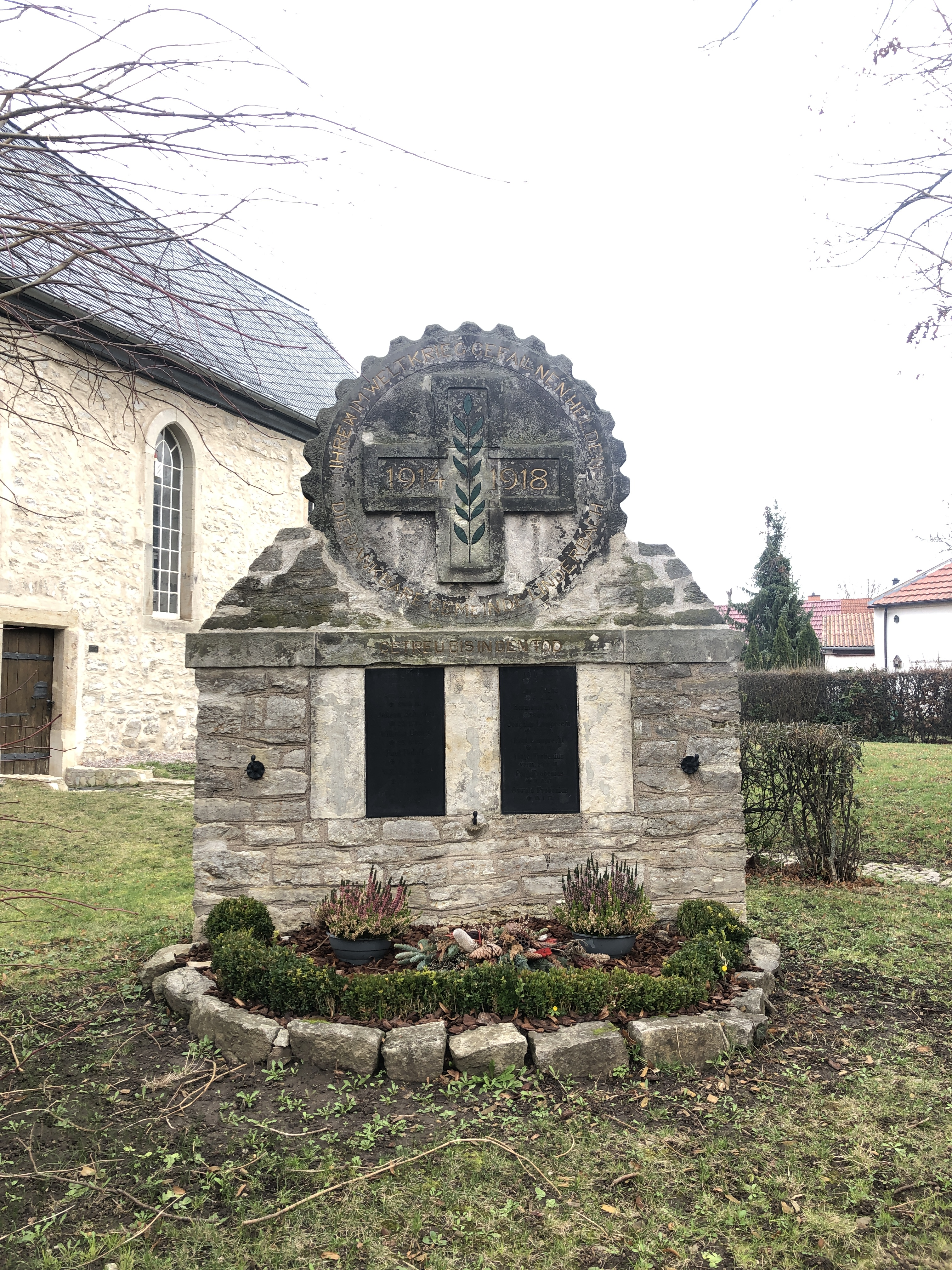
Kriegerdenkmal

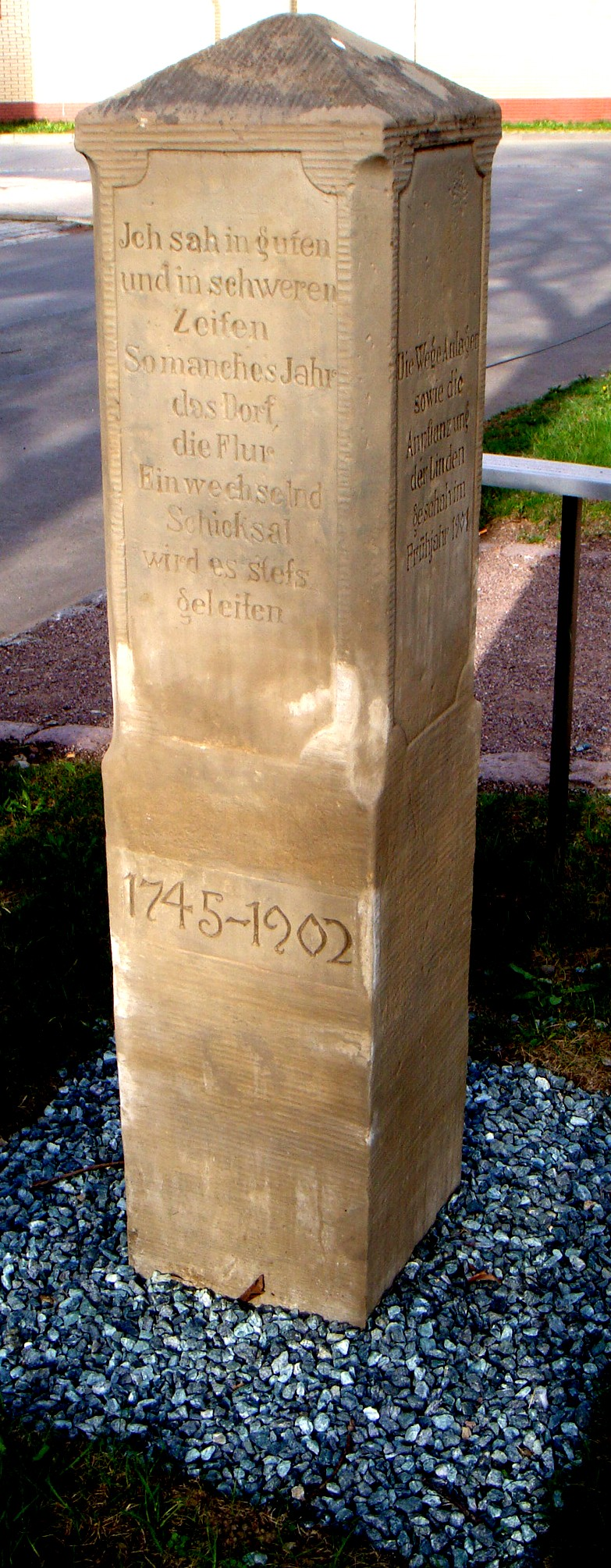
Notstein zur Erinnerung an die Dürre 1893

Bei Linderbach liegen zwei der größten Gewerbeflächen der Stadt Erfurt. Im Westen befindet sich der „Businesspark Neuschmidtstedt“ und im Osten das Güterverkehrszentrum Vieselbach.
Linderbach liegt an der Schnittstelle zweier Schnellstraßen: der Bundesstraße 7 Erfurt–Weimar in West-Ost-Richtung und der Erfurter Osttangente (A71-Dreieck Erfurt-Nord–A4-AS Erfurt-Ost). Landstraßen gibt es nach Büßleben und Azmannsdorf.
An den ÖPNV ist Linderbach über die Stadtbusse 51 (Hochheim–Erfurt–Linderbach–Windischholzhausen) und 52 (Niederzimmern–Linderbach–Erfurt) sowie den Regionalbus 153 (Erfurt–Linderbach–Klettbach) angebunden.
Seit Juni 2009 verbindet ein Rad- und Fußweg Linderbach mit Azmannsdorf, 250.000 Euro wurden durch die Stadt Erfurt in die 530 m lange Distanz investiert.

## Sehenswürdigkeiten
- Kirche Unserer lieben Frauen (Linderbach): sie weist im nordwestlichen Bereich noch romanische Bestandteile auf, das Langhaus hochgotische. Der Altar stammt aus der Zeit um 1500, das Innere ist reich an Schnitzwerk. Die Schultze-Orgel wird auf die Mitte des 19. Jahrhunderts datiert.
- Kriegerdenkmal (1914–1918) mit einem verbauten Waidstein vor der Kirche.
- Linderbacher Notstein: er erinnert an die außerordentliche Trockenheit mit ihren Folgen in Linderbach und der ganzen Region im Jahre 1893. Der Gedenkstein auf dem Anger (heute: Edmund-Schaefer-Platz) wurde in restauriertem Zustand am 25. November 2010 der Öffentlichkeit feierlich übergeben. Der Linderbacher Bürgerverein hatte sich dafür eingesetzt und auch die meisten Mittel aufgebracht.
- Lindenbestandener Anger